# Rùa mai mềm Trung Quốc
Rùa mai mềm Trung Quốc (danh pháp hai phần: Pelodiscus axenaria) là một loài rùa trong họ Trionychidae. Loài này được Zhou, Zhang & Fang, mô tả khoa học đầu tiên năm 1991.